# Армштрофф, Клаус
Клаус Армштрофф (нем. Klaus Armstroff; род. 1957, Йена, ГДР) — немецкий политический деятель, неонацист. Основатель и федеральный председатель политической партии Третий путь. Бывший член Национал-демократической партии Германии. Армштрофф рассматривается как связующее звено между правыми партийными структурами и свободным товариществом на юге Германии.

## Биография

### Национал-демократическая партия
Ранее Армштрофф принадлежал к Национал-демократической партии. В уездном совете района Бад-Дюркхайм он был в качестве представителя НДПГ с 2009 года и до лета 2013 года был в совете директоров в Рейнланд-Пфальце. Был партийным кандидатом на выборах в бундестаг в 2013 году. Не сблизившись с новым руководством, он покинул партию из-за многих разногласий.

### Третий путь
28 сентября 2013 года в уездном совете района Бад-Дюркхайм в Гейдельберге на учредительном съезде партии Третий путь был избран её федеральным председателем. С января 2014 года партия под руководством Армштроффа захватывает структуры запрещённой неонацистской организации «Freies Netz Süd» (Свободная сеть Юг) в Баварии, которая была запрещена в июле 2014 года.
Его партия «Третий путь» идеологически считается как «национально-революционная» и частично связана с программой так называемого левого крыла НСДАП вокруг братьев Штрассеров.
Основываясь на этой идеологии, он сказал на марше в Плауэне в мае 2014 года: «Капиталистические предприниматели ставят немцев на обочину длительной безработицы и жажды свежей иностранной крови. Раздайте листовки и примите меры».
На федеральной партийной конференции 2014 года он призвал людей «распространять листовки и проводить акции в непосредственной близости от мест проживания просителей убежища».
Женат на Дёрте Армштрофф. Также работает электриком в Вайдентале.